# Seifert Verlag
Die Seifert Verlag GmbH ist ein österreichischer Verlag mit Sitz in Wien. Er ist im Firmenbuch des Handelsgerichts Wien eingetragen und wurde im Jänner 2003 von Maria Seifert gegründet, die den Verlag seither auch leitet. Sein Programm umfasst Belletristik und Sachbücher.

## Autoren
Zu seinen bekannten Autoren gehören 
Ludwig Adamovich junior, 
Eugen Adelsmayr, 
Amer Albayati, 
Hans Bankl, 
Sigi Bergmann, 
Günter Bresnik, 
Fritz Dittlbacher, 
Lisa Gadenstätter, 
Miro Gavran, 
Elisabeth Gollackner, 
Ludwig Hirsch, 
Benny Hörtnagl, 
Johannes Huber, 
Lotte Ingrisch, 
Gloria Kaiser, 
Cornelia Köndgen, 
Fritz Lehner, 
Karl Löbl, 
Nicole Makarewicz, 
Sueli Menezes, 
Bernhard Müller, 
Julius Müller, 
Peter Rapp, 
Rupert Riedl, 
Marco Pogo, 
Alf Poier, 
Alexander Pointner, 
Laura Sachslehner,
Toni Sailer, 
Hans Salomon, 
Gery Seidl, 
Wu Shaoxiang, 
Martin Sprenger, 
Toni Stricker, 
Walter Thirring,
Astrid Wagner, 
Tassilo Wallentin und
David Zwilling.